# Calle de Carranza
La calle de Carranza es una vía urbana de Madrid situada entre la glorieta de Bilbao y la de San Bernardo, frontera de los barrios de Trafalgar y Universidad, pertenecientes respectivamente a los distritos Chamberí y Centro. Ocupa el tramo del eje de bulevares como ecuador entre el complejo comercial de la calle de Fuencarral al norte y la zona del Dos de Mayo al sur. En su recorrido concluye la calle de San Andrés y se cruzan las calles de Ruiz y Monteleón.

## Historia
Como otros tramos del conjunto de bulevares que marcó el límite del núcleo preindustrial de Madrid (calles de Alberto Aguilera, Carranza, Sagasta y Génova), la calle de Carranza se origina en el paseo de Entre Puertas y luego Ronda de Bilbao que enlazaba, siguiendo la cerca de Felipe IV, el portillo del Conde Duque, el de San Bernardo, el de Fuencarral y el portillo de los Pozos, derribados en 1865.
Ese origen relativamente moderno hace que no aparezca nombrada en el plano de Texeira de 1656 ni en el de Antonio Espinosa de los Monteros de 1769, aunque sí está delineada la vía.
El cronista Pedro de Répide y el escritor Antonio Cabezas dan en sus guías explicación del origen del nombre de la calle, siguiendo ambos el relato que el urbanista e historiador Ángel Fernández de los Ríos hizo en su Guía de Madrid de 1876.
Al parecer, durante las obras de urbanización de la nueva calle, como vía llana y recta, quedaron al descubierto los restos del brasero inquisitorial, lugar donde eran quemados los condenados a la hoguera por el Tribunal del Santo Oficio (ritual que en su origen se celebraba en la Plaza Mayor). Fernández de los Ríos sugirió entonces al Ayuntamiento revolucionario, que este tramo del futuro bulevar se le dedicara al teólogo dominico navarro Bartolomé de Carranza, arzobispo de Toledo y confesor de Carlos I de España, que tras la muerte del monarca cayó en desgracia y fue acusado de luteranismo y condenado a prisión, primero en Valladolid y luego en el Castillo Sant'Angelo, en Roma. Tras 17 años de religioso cautiverio fue obligado a abjurar de errores y pecados y murió poco después en un convento del campo romano.

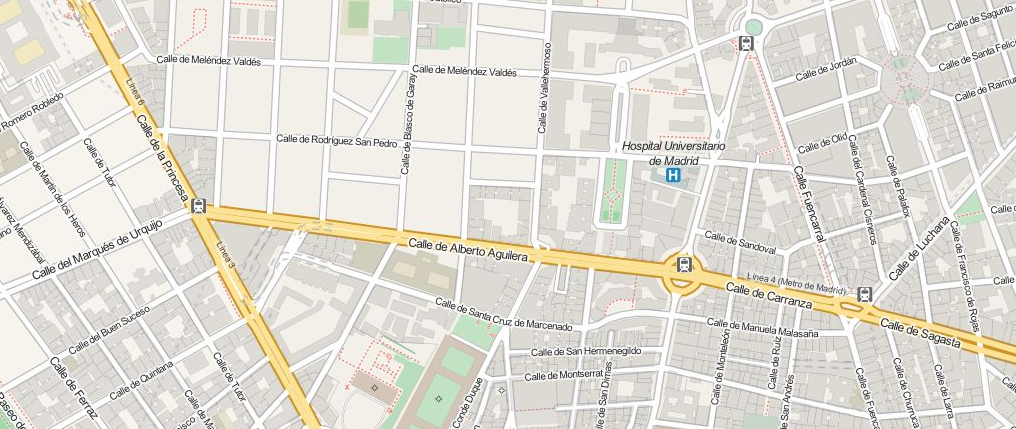
Situación en el callejero de Madrid, continuando el primitivo bulevar de la cuesta de los Areneros, entre el tramo de Alberto Aguilera y el de Sagasta.

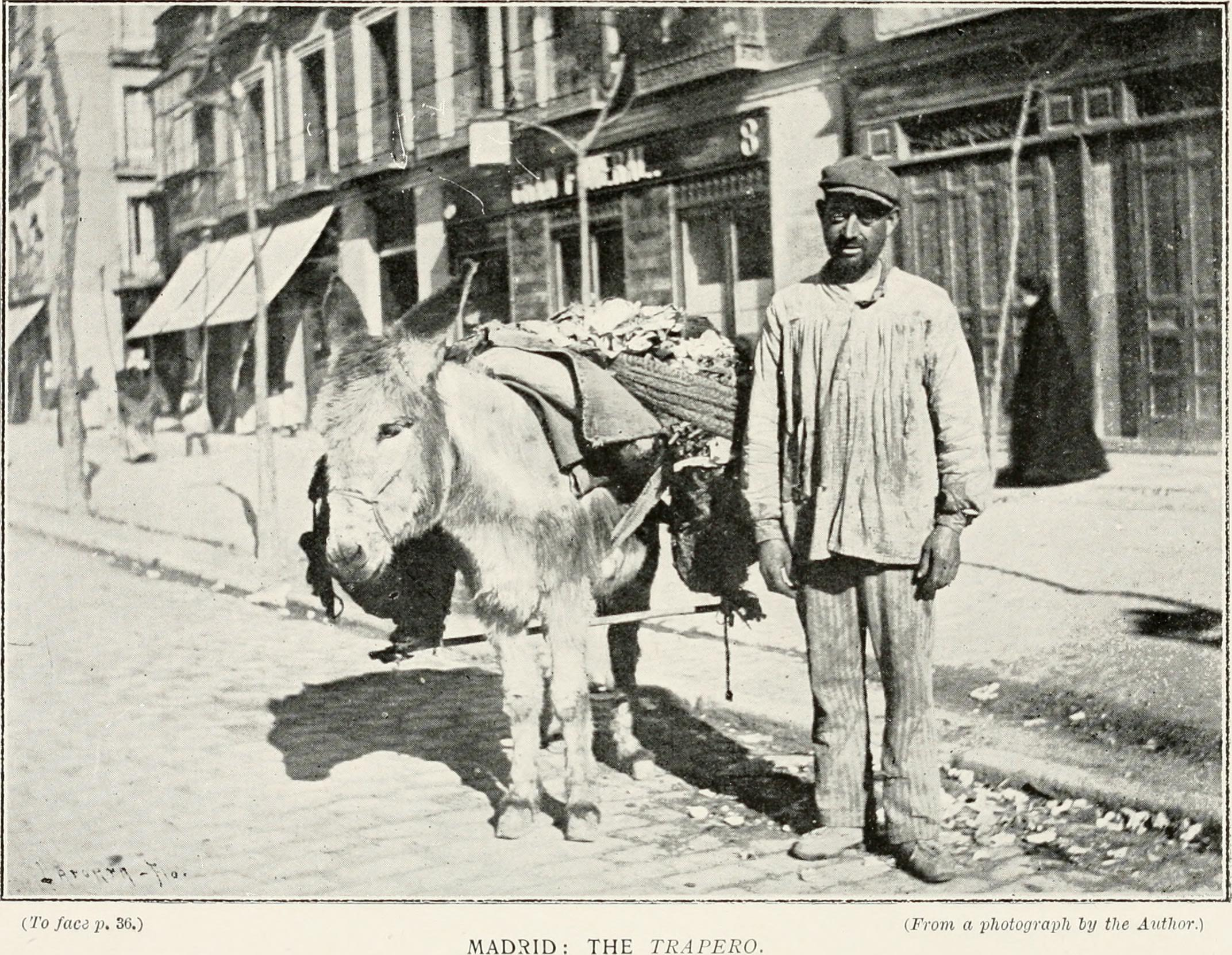
Vista de la calle a comienzos del siglo XX

### Escultura errante
Encargado en 1822 a Antonio Solá por Fernando VII un grupo escultórico representando a los héroes Daoiz y Velarde, con la intención de colocarlo en el paseo del Prado. La obra que, olvidada por el “rey Felón”, permaneció casi escondida en el Museo del Prado, fue rescatada en 1869 por el Ayuntamiento revolucionario, que la colocó en la esquina de Carranza con la calle de Ruiz. Con el regreso del gobierno conservador, la escultura fue llevada en 1875 a las frondas del Retiro madrileño, y de allí pasó a la plaza de Moncloa, desde donde en 1932 fue trasladado una vez más a la plaza del Dos de Mayo e incluido en el conjunto monumental bajo el arco del cuartel de Monteleón.

### Otros edificios e instituciones
En el número 7, el 6 de abril de 1982, se produjo un incendio al que el joven de 20 años Álvaro Iglesias Sánchez acudió a intentar salvar a vecinos que estaban atrapados. Consiguió rescatar a tres personas y al intentarlo con una cuarta, pereció quemado. Hoy una placa sobre el portal del edificio recuerda al héroe. Un busto de Álvaro se situó en el parque de Berlín.
En el número 20 de la calle estuvo entre 1931 y 1939, la sede de la Ejecutiva del PSOE y del periódico El Socialista, cuya imprenta se encontraba en la vecina calle de San Bernardo. En el tercer piso del mismo edificio vivió Indalecio Prieto.
En el inicio de la calle, haciendo chaflán con la glorieta de Bilbao, destaca el edificio de Seguros Ocaso.